# Glottiphyllum cruciatum
Glottiphyllum cruciatum es una especie de planta suculenta perteneciente a la familia de las aizoáceas.  Es originaria de Sudáfrica.

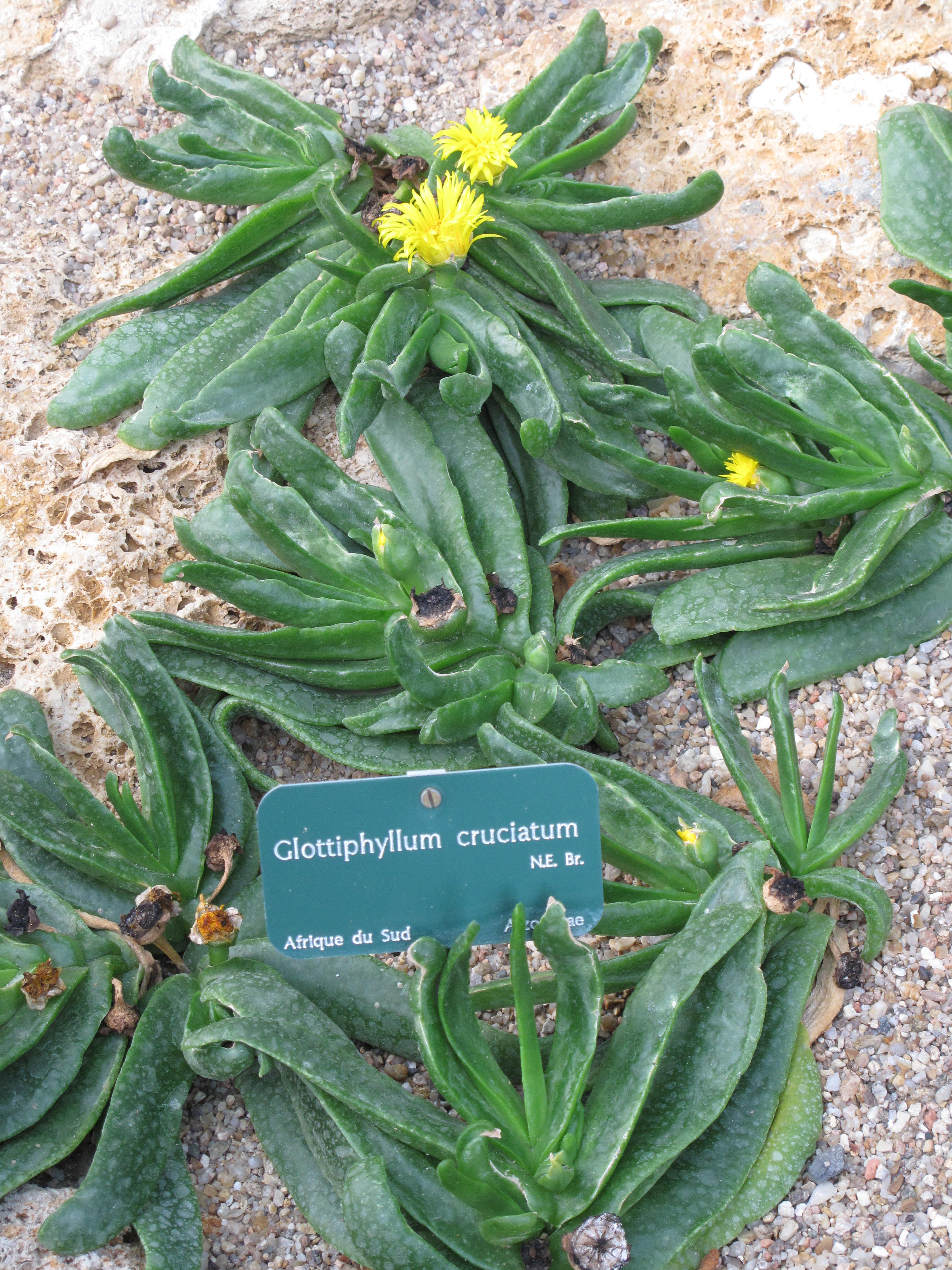
Detalle de la planta

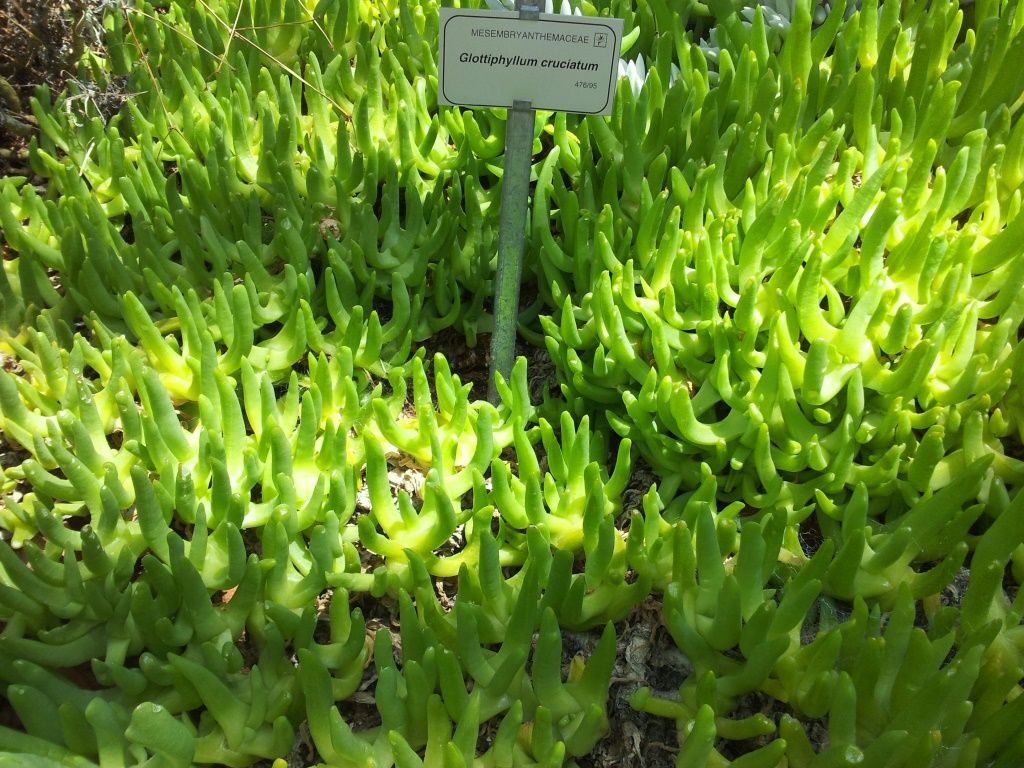
Vista de la planta

## Descripción
Es una pequeña planta suculenta perennifolia de pequeño tamaño que alcanza los 12 cm de altura a una altitud de 400 - 650  metros en Sudáfrica.

Las plantas tienen hojas gruesas y suaves, dispuestas en pares, postradas o rastreras. Tienen rizomas. Las flores son amarillas con pétalos estrechos, a veces perfumadas, de hasta 5 cm de diámetro.

## Taxonomía
Glottiphyllum cruciatum fue descrito por (Haw.) N.E.Br. y publicado en The Gardeners' Chronicle & Agricultural Gazette 1922. Ser. III. lxxi. 9.
Etimología
Glottiphyllum: nombre genérico que proviene del griego "γλωττίς" ( glotis = lengua) y "φύλλον" (phyllos =hoja ).
cruciatum: epíteto latino que significa "cruzado".
Sinonimia
- Mesembryanthemum cruciatum Haw. (1795) basónimo
- Amoebophyllum angustum (Haw.) N.E.Br.
- Glottiphyllum angustum (Haw.) N.E.Br.
- Mesembryanthemum angustum Haw. (1795)
- Glottiphyllum praepingue (Haw.) N.E.Br.
- Mesembryanthemum praepingue Haw. (1795)
- Glottiphyllum apiculatum N.E.Br.
- Glottiphyllum armoedense Schwantes
- Glottiphyllum longipes N.E.Br.
- Glottiphyllum rosaliae L.Bolus (1958)[3][4]